# Lawrence Ray Heckard
Lawrence Ray Heckard (9 de abril de 1923 - 26 de noviembre de 1991) fue un botánico y genetista estadounidense, uno de los curadores del Jepson Herbarium, desde 1968. Trabajó extensamente con la flora nativa de California.
Era el más joven de seis hermanos de Edwin Heckard y Ruby Phair Heckard, cuyos padres fueron colonos. Obtuvo su doctorado, en 1955, y fue invitado a unirse al cuerpo docente de la Universidad de Illinois. Además de impartir cursos en materia de taxonomía, supervisó las secciones de laboratorio del curso de botánica en general, que servía a más de mil estudiantes cada año.

## Algunas de sus publicaciones
- tsan-iang Chuang, lawrence r. Heckard. Seed coat morphology in Cordylanthus (Scrophylariaceae) and its taxonomic signifigance. 8 pp.
- 1967. The scientific writings of Willis Linn Jepson (1867-1946). 12 pp.

### Libros
- tsan-iang Chuang, lawrence r. Heckard. 1986. Systematics and evolution of Cordylanthus (Scrophulariaceae-Pedicularieae). Volumen 10 de Systematic botany monographs. Ed. Am. Soc. of Plant Taxonomists. 105 pp. ISBN 0-912861-10-X
- -------------, --------------. Taxonomy of Cordylanthus subgenus Hemistegia (Scrophulariaceae). 24 pp.
- 1960. Taxonomic studies in the Phacelia magellanica polyploid complex: with special reference to California members. Volumen 32, N.º 1 de University of California publications in botany. Ed. University of California Press. 125 pp.
- 1956. Studies in the Phacelia magellanica complex (Hydrophyllaceae): with particular reference to the California members. Ed. University of California, Berkeley. 384 pp.
- A taxonomic re-interpretation of the Orobanche californica complex. 30 pp.

## Honores
- Miembro de la "Sociedad de Plantas Nativas de California", y director, como secretario correspondiente, y como miembro del Comité Asesor de plantas raras, la preparación de la mayor parte de los informes de situación a principios de especies raras y en peligro de extinción, ayudando a escribir por primera vez la legislación de plantas raras, y colaborando en la preparación del Inventario ahora famoso de plantas raras de California.
- Electo miembro de la "California Academy of Sciences", en 1970

- La abreviatura «Heckard» se emplea para indicar a Lawrence Ray Heckard como autoridad en la descripción y clasificación científica de los vegetales.[1]